# Érthetően Az Egészségért Alapítvány
Az Érthetően Az Egészségért Alapítvány azzal a céllal alakult, hogy az egészségügyben tapasztalható információs hiányosságokat felismerve javítson az orvosok és a betegek közötti kommunikáción, valamint bővítse ismereteiket. Célja a változásoknak megfelelő prioritáslista folyamatos karbantartása és a hatékony prevenciós stratégiák kidolgozása.

## Céljai
Az Érthetően az Egészségért Alapítvány egy független egészségügyi nonprofit szervezet. Célja az egészségügy hazai helyzetének és a problémákra adható megoldásoknak megismertetése, a fenntartható kommunikáció megteremtése orvos és beteg közöttaz egészségügyi dolgozók és a közvélemény tájékoztatása, a tévhitek eloszlatása.
Bevételeinket társadalmi célú kampányaink megvalósítására fordítjuk, melyek általános problémákat igyekeznek orvosolni az egészségügy különböző területein.
Többek között olyan problémákkal foglalkozik, mint a szakmai elvándorlás az egészségügyben, a rossz kórházi körülmények, az egészségügyi szakemberek leterheltsége, illetve ezen tényezők miatt kialakuló konfliktusok. Tevékenységükkel a jó orvos-beteg viszonyt kívánják előmozdítani.

## Tevékenysége
Az egészségügyben dolgozók részére információk szolgáltatása szakmai témákról, továbbá finanszírozási és támogatási lehetőségekről. Továbbá:
- ingyenes akkreditált kredit pontos online vagy helyszínes oktatások szervezése
- európai uniós pályázat figyelés, hova és hogyan tudnak pályázni, külső szakértők bevonásával segítség a pályázat megírásában
- saját forrású pályázatok kiírása műszerek, eszközök beszerzésére, felújításokra
- eszközbeszerzések támogatása az alapítvány forrásaiból. Különösen:
- a jogszabály változások figyelemmel kísérése

A társadalom egyes, esetenként kiválasztásra kerülő alcsoportjai részére tájékoztatás nyújtása egészségügyi kérdésekről, az egészségügy intézményrendszeréről, az egészségügyi dolgozók egyes csoportjairól, szerepükről, pályaívükről, továbbá az alapvető egészségügyi jogszabályokról. Ismeretterjesztés az egyes betegségekről, az egészséges életmódról.

### Rendezvényeik
- Érthetően a szervdonációért sajtótájékoztató, Budapest, 2009. november 18.
- Asztma továbbképzés, Siófok, 2010. április 16-17.

- Magyar Kórházszövetség XXII. Kongresszusa, 2010. április 20-21. Nulladik napi konferencia

### Lakossági kampányok

#### Érthetően a donációért
Az együttműködés hivatalos bejelentésére 2009. november 18-án, az Érthetően Az Egészségért Alapítvány programindító sajtótájékoztatóján került sor. 
Az Érthetően Az Egészségért Alapítvány azzal a céllal ajánlotta föl az alapítvány rendelkezésre álló eszközeit és a szervdonáció ügyének, hogy ismertesse a donáció nehézségeit: a donor- és szervhiányt, illetve hogy növelje a donációs aktivitást.
Az alapítvány ehhez fórumot kívánt biztosítani a szakma számára, továbbá szórólapokkal, kampányokkal, online felülettel segítették a donáció népszerűsítését. Az Érthetően a donációért kampány nagykövete, dr. Várkonyi Andrea orvosi végzettséggel rendelkező híradós műsorvezető volt, aki így nyilatkozott szerepváűllalásáról:
Híradós műsorvezetőként részt vettem a Laráról, a fél évig műszívvel élő, majd sikeres szívátültetésen átesett kislányról szóló híradások elkészítésében, amely az elmúlt időszakban nagy nyilvánosságot kapott. Ismertségem miatt sok közvetlen megkeresést is kapok kétségbeesett hozzátartozóktól vagy egészségügyi szakemberektől, amelyekből kiderült számomra, hogy még most is nagyon sok nyitott kérdés van a szervátültetések és szervadományozások körül. Egészségügyi kommunikációval foglalkozó kollégáimmal a hazai donáció körülményeiről beszélgetve arra jutottunk, hogy még mi, szakemberek sem tudunk eleget a szervdonációról, ezért ajánlottuk föl segítségünket a donációs szervezetek számára, hogy saját felületeinkkel részt vehessünk a laikusok és a szakemberek számára egyaránt hasznos információk továbbításában.
A kampány eredményei:
- A sajtótájékoztatón 31 újságíró, valamint 19 egészségügyi vezető vett részt. Az esemény 32 sajtómegjelenést eredményezett 2 hét alatt. Megjelenés történt többek között olyan felületeken is, mint: TV2 (Tények, Mokka, Aktív), MTV, Class FM, Bors, Echo TV, Medical Tribune, ElitMed, Vital, Inforadio, Informed.
- Szakmai köszönetnyilvánítás érkezett a donáció ügyének több képviselőjétől: Országos Szervkoordinációs Iroda, Transzplantációs Társaság
- Lakossági visszajelzések 2010 decemberében is beérkeztek alapítványunkhoz, ezek részben kérések voltak, amelyeket a megfelelő illetékesekkel együttműködve segítettünk, valamint érkeztek köszönetnyilvánítások, amiért alapítványunk is felhívta a figyelmet a donáció hazai helyzetének nehézségeire, és megoldási javaslatokat tett a szakembereknek, érintetteknek.